# Малък Хинган
Малък Хинган (на китайски: 小兴安岭; на пинин: Xiǎoxīng'ānlǐng; на руски: Малый Хинган) е средновисока планина в Далечния Изток, разположена на територията на Китай, провинция Хъйлундзян и Русия (Хабаровски край, Амурска област и Еврейска автономна област).
Планината има форма на леко наклонена на ляво (на северозапад) латинска буква „L“, като вертикалната чертичка на буквата е китайския сектор на планината, а хоризонталната чертичка – руския сектор. От северозапад на югоизток дължината ѝ е около 500 km, а от югозапад на североизток – около 150 km. Китайският сектор е ограничен от реките Амур (на североизток), Сунгари (на югоизток) и Нунцзян (на северозапад) и равнините Сунляо и Синцзян (на югозапад и юг). В този сектор се издига най-високата точка на планината връх Дуймяншан 1150 m (47°57′07″ с. ш. 129°09′12″ и. д. / 47.951944° с. ш. 129.153333° и. д.), (по нови данни височината му е 1082 m).
На североизток от пролома на река Амур (дължина 170 km, дълбочина на врязването на места до 600 m) се простира руския сектор на планината в североизточна посока до горното течение на река Тирма (ляв приток на Селемджа) където Малък Хинган се свързва с Бурейнския хребет. Тук максималната височина е връх Захарна глава 1148 m(49°17′41″ с. ш. 131°53′44″ и. д. / 49.294722° с. ш. 131.895556° и. д.), който всъщност е най-високата точка на цялата планина според новите карти.
Преобладава среднопланинския релеф с плоски, често заблатени вододели и отделни възвишаващисе над тях куполи. Изградена е от гранити, гнайси, кристалинни шисти и базалти. По западното му подножие са разположени вулканите Удалянчи (послидни изригвания през ХVІІІ в.). Разработват се находища на въглища, графит, злато, железни руди, калай. От него водят началото си множество реки леви притоци на Сунгари и горното ѝ течение Нунцзян (Немер, Уюр, Хуланхе, Танванхе и др.) и къси десни (Сюнхе, Курбинхе, Цзяинхе и др.) и леви (Бира и др.) притоци на Амур. По склоновете му растат планински гори, по северните – иглолистни лиственични и смърчово-брезови, по южните – широколистни дъбови, кленови, липови.